# Aneilema aequinoctiale
Aneilema aequinoctiale är en himmelsblomsväxtart som först beskrevs av Ambroise Marie François Joseph Palisot de Beauvois, och fick sitt nu gällande namn av John Claudius Loudon. Aneilema aequinoctiale ingår i släktet Aneilema och familjen himmelsblomsväxter. Inga underarter finns listade.